# 26. Oktober
Der 26. Oktober ist der 299. Tag des gregorianischen Kalenders (der 300. in Schaltjahren), somit bleiben 66 Tage bis zum Jahresende.

## Ereignisse

### Politik und Weltgeschehen
- 0362: Der Apollontempel zu Daphne brennt bis auf die Grundmauern nieder. Der römische Kaiser Julian bezichtigt die Christen der Brandstiftung und lässt zahlreiche Kirchen schließen.
- 1377: Tvrtko I. krönt sich zum ersten König der Serben, Bosniens, dem Küstenland und der westlichen Länder.

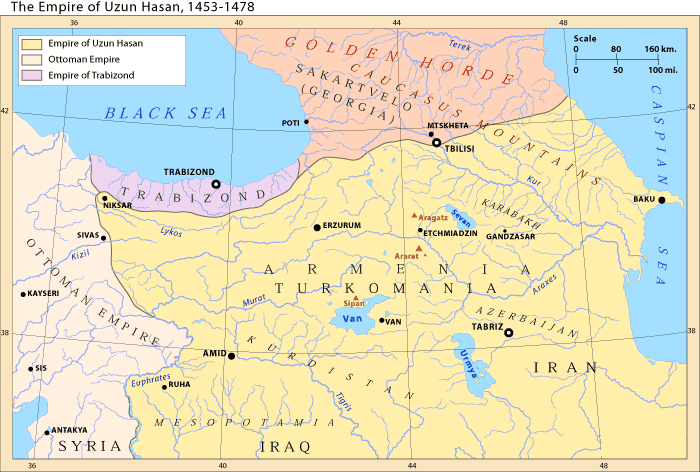
1461: Kaiserreich Trapezunt am Schwarzen Meer

- 1461: Unter Sultan Mehmed II. erobern osmanische Truppen das Kaiserreich Trapezunt in Anatolien, den letzten in Kleinasien verbliebenen griechischen Staat. Die Hagia Sophia in Trapezunt wird in der Folge zur Moschee umgewandelt.
- 1530: Der Johanniterorden nimmt mit päpstlicher Billigung Malta als „ewiges Lehen“ Karls V. in Besitz.
- 1582: Durch den Sieg in der Schlacht am Tschuwaschenkap zerschlagen die Kosaken von Jermak Timofejewitsch das Khanat Sibir und legen den Grundstein für die russische Eroberung Sibiriens.
- 1596: Die dreitägige Schlacht bei Mezökeresztes, letzte große Schlacht im dritten Türkenkrieg zwischen Österreich und dem Osmanischen Reich, endet mit einer Niederlage des Heeres von Erzherzog Maximilian von Österreich.
- 1597: Bei der Seeschlacht von Myongnyang wird eine japanische Flotte von 133 Kampf- und 200 Versorgungsschiffen von 13 koreanischen Kriegsschiffen verheerend geschlagen.
- 1640: Der zweite Bischofskrieg wird mit dem Vertrag von Ripon beendet. Der englische König Karl I. muss darin Schottland Zugeständnisse gewähren, die ihm Konflikte mit dem einberufenen Langen Parlament bereiten.
- 1689: Im Großen Türkenkrieg wird die von vielen Einwohnern und der osmanischen Besatzung verlassene Stadt Skopje von österreichischen Truppen an diesem und dem Folgetag in Brand gesteckt und von den Flammen stark zerstört.
- 1774: Der Erste Kontinentalkongress in Philadelphia, Pennsylvania, geht zu Ende.
- 1795: Der französische Nationalkonvent tagt letztmals während der Französischen Revolution. Die Regierungsgeschäfte führt verfassungsgemäß künftig das Direktorium.
- 1813: Britisch-kanadische Miliztruppen besiegen in der Schlacht am Chateauguay River während des Britisch-Amerikanischen Krieges eine achtfach überlegene amerikanische Armee und zwingen sie zum Rückzug aus Kanada.
- 1838: Honduras scheidet aus der Zentralamerikanischen Konföderation aus.
- 1860: Giuseppe Garibaldi akzeptiert bei einem Treffen in Teano bei Neapel Viktor Emanuel II. als König von Italien und verzichtet im Rahmen des Risorgimento auf die Macht im eroberten Königreich beider Sizilien.
- 1863: In Genf beginnt eine internationale Konferenz, deren Resolutionen die Internationale Rotkreuz- und Rothalbmond-Bewegung gedeihen lassen.
- 1896: Im Vertrag von Addis Abeba muss Italien die Unabhängigkeit von Äthiopien anerkennen. Italien hat zuvor vergeblich versucht, das Land zu unterwerfen.
- 1905: Nach einer Volksabstimmung am 13. August wird die Union Norwegens mit Schweden aufgelöst und Norwegen ein eigenständiges Königreich.
- 1909: Der japanische Ministerpräsident Hirobumi Ito wird in Harbin von einem koreanischen Nationalisten getötet.
- 1912: Befreiung der Stadt Thessaloniki von den Osmanen durch die griechischen Truppen während der Balkankriege 1912–1913. Der 26. Oktober ist auch der Namenstag des Stadtheiligen und Schutzpatrons von Thessaloniki, Demetrios.

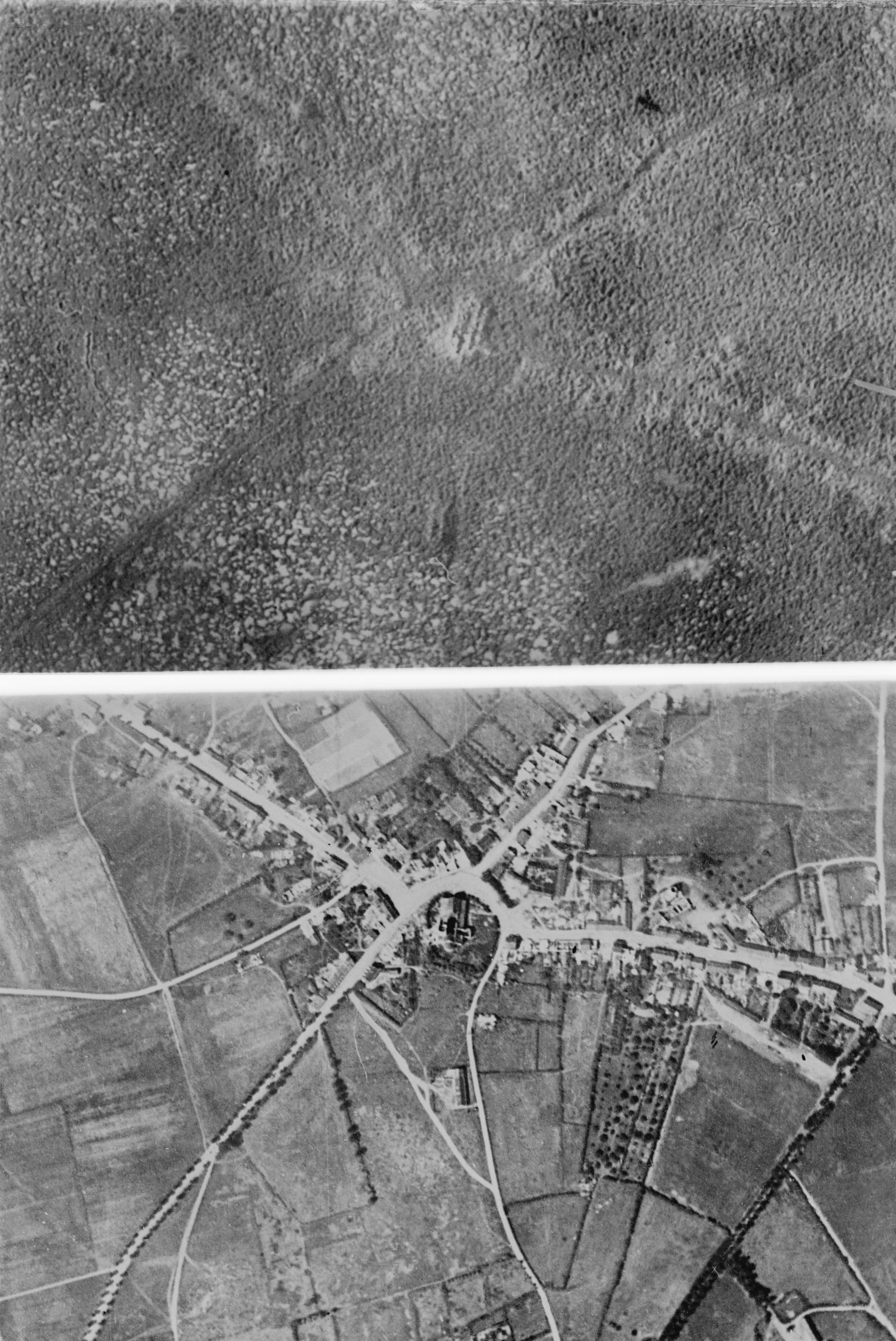
1917: Passchendaele vor und nach der Schlacht

- 1917: Im Rahmen der Dritten Flandernschlacht während des Ersten Weltkriegs beginnt die zweite Passchendaele-Schlacht.
- 1918: Der in der Obersten Heeresleitung tätige General Erich Ludendorff wird vom deutschen Kaiser Wilhelm II. auf Drängen des Reichskanzlers Max von Baden entlassen.
- 1920: In Österreich wird per Gesetz die Kammer für Arbeiter und Angestellte eingerichtet.
- 1923: Reza Khan, der spätere Schah Reza Pahlavi, wird vom iranischen Parlament zum Premierminister Irans gewählt.
- 1938: Durch die von Heinrich Himmler angeordnete „Polenaktion“ werden 17.000 polnische Juden mit Wohnsitz in Deutschland über die deutsch-polnische Grenze nach Polen getrieben, darunter Marcel Reich-Ranicki.

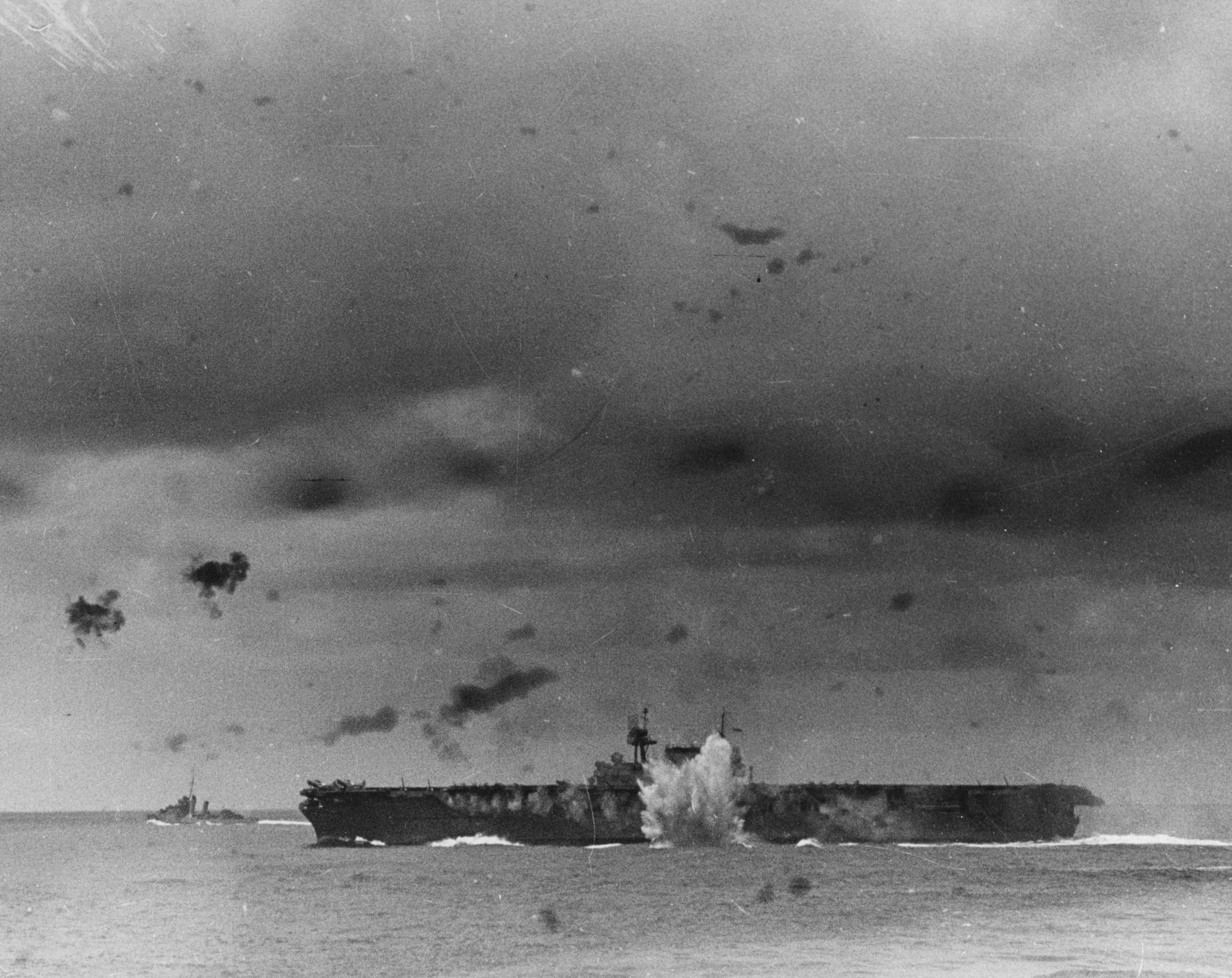
1942: Bombeneinschlag neben der Enterprise während der Schlacht

- 1942: In der Schlacht bei den Santa-Cruz-Inseln im Zweiten Weltkrieg können die Japaner den US-amerikanischen Flugzeugträger Hornet versenken und die Enterprise beschädigen, erldeiden dabei aber selbst große Verluste. Zudem gelingt es ihnen nicht, die US-Marines von Guadalcanal zu vertreiben.
- 1944: Im philippinischen Golf von Leyte endet die am 23. Oktober begonnene See- und Luftschlacht zwischen japanischen und US-amerikanisch-australischen Verbänden mit einem überwältigenden Sieg der Verbündeten. Die dreitägige Auseinandersetzung ist die bislang größte Seeschlacht in der Geschichte.
- 1946: In der Ludwig-Maximilians-Universität zu München wird die Verfassung des Freistaates Bayern von der Landesversammlung mit großer Mehrheit angenommen und unterzeichnet.
- 1947: Kaschmir wird ein Teil von Indien.
- 1950: Mit der Ernennung von Theodor Blank zum „Beauftragten des Bundeskanzlers für die mit der Vermehrung der alliierten Truppen zusammenhängenden Fragen“ wird das Amt Blank und somit die Keimzelle der Bundeswehr geschaffen.
- 1954: Die Übergabe der Verwaltung in der Zone A an Italien durch die Alliierte Militärregierung bewirkt das Ende des Freien Territoriums Triest. In der Zone B steuert bereits Jugoslawien die Geschicke.
- 1955: Die „freiwillige, immerwährende Neutralität“ Österreichs wird vom Nationalrat als Verfassungsgesetz verabschiedet, nachdem der letzte Besatzungssoldat bis zum Vortag das Land verlassen haben musste. Seit 1965 ist im Andenken an dieses Ereignis der 26. Oktober österreichischer Nationalfeiertag.
- 1962: Mit der polizeilichen Besetzung und Durchsuchung der Redaktionsräume des Spiegel in Hamburg beginnt die Spiegel-Affäre.
- 1967: An seinem 48. Geburtstag finden die Krönungsfeierlichkeiten von Schah Mohammad Reza Pahlavi und seiner Ehefrau Schahbanu Farah Pahlavi statt.
- 1972: Major Mathieu Kérékou übernimmt mit einem Putsch gegen Staatspräsident Justin Ahomadégbé die Macht in Benin. Er ernennt sich selbst zum Präsidenten und plant die Errichtung des „afrikanischen Kuba“.

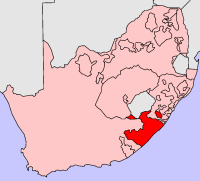
1976: Transkei

- 1976: Das Homeland Transkei wird vom Apartheid-Regime in Südafrika in die „Unabhängigkeit“ entlassen, die aber von keinem anderen Staat der Welt anerkannt wird.
- 1979: Park Chung-hee, der Präsident Südkoreas, wird in einem Restaurant vom Chef des südkoreanischen Geheimdienstes erschossen.
- 1991: In Slowenien verlassen die letzten jugoslawischen Soldaten das seit dem 25. Juni de facto unabhängige Land.
- 1993: Wegen des Mordes an zwei Polizisten im Jahr 1931 wird der frühere DDR-Minister für Staatssicherheit Erich Mielke zu sechs Jahren Freiheitsstrafe verurteilt.
- 1994: Kurt Beck (SPD) wird zum Nachfolger von Rudolf Scharping als Ministerpräsidenten von Rheinland-Pfalz gewählt.
- 1994: König Hussein I. und Jitzchak Rabin schließen nach 46 Jahren Kriegszustand einen Friedensvertrag zwischen Jordanien und Israel in Wadi Araba.
- 1995: Die französischen Atomtests werden durch das Europäische Parlament verurteilt, was Frankreich nicht hindert, tags darauf einen neuen Test auf Mururoa durchzuführen.
- 1998: Vier Wochen nach der Wahl wird der SPD-Politiker Wolfgang Thierse vom neu zusammengetretenen Parlament mit großer Mehrheit zum neuen Bundestagspräsident gewählt.
- 1998: Nach der Wahlniederlage bei der Bundestagswahl 1998 entlässt der deutsche Bundespräsident Roman Herzog Helmut Kohl als Bundeskanzler.
- 1998: Die Präsidenten Jamil Mahuad für Ecuador und Alberto Fujimori für Peru schließen in Brasília einen Friedensvertrag zur Beendigung des Peruanisch-Ecuadorianischen Grenzkrieges.
- 2000: Nach einer Flut von Protesten tritt der Diktator der Elfenbeinküste, Robert Guéï, der die Präsidentschaftswahl vom 22. Oktober verloren hat, zugunsten des Wahlgewinners Laurent Gbagbo zurück. Der Ausschluss von Alassane Ouattara von den Wahlen führt jedoch zwei Jahre später zu einem bewaffneten Konflikt in dem afrikanischen Land.
- 2001: US-Präsident George W. Bush unterzeichnet den USA PATRIOT Act und macht ihn damit zum Gesetz.
- 2002: Russische Eliteeinheiten beenden gewaltsam die Geiselnahme im Moskauer Dubrowka-Theater. Neben den tschetschenischen Rebellen sterben 119 Geiseln, die meisten an den Auswirkungen der eingesetzten Betäubungs- und Lähmungsgase.

### Wirtschaft
- 1927: Gustav Schickedanz gründet in Fürth das Versandhaus Quelle.

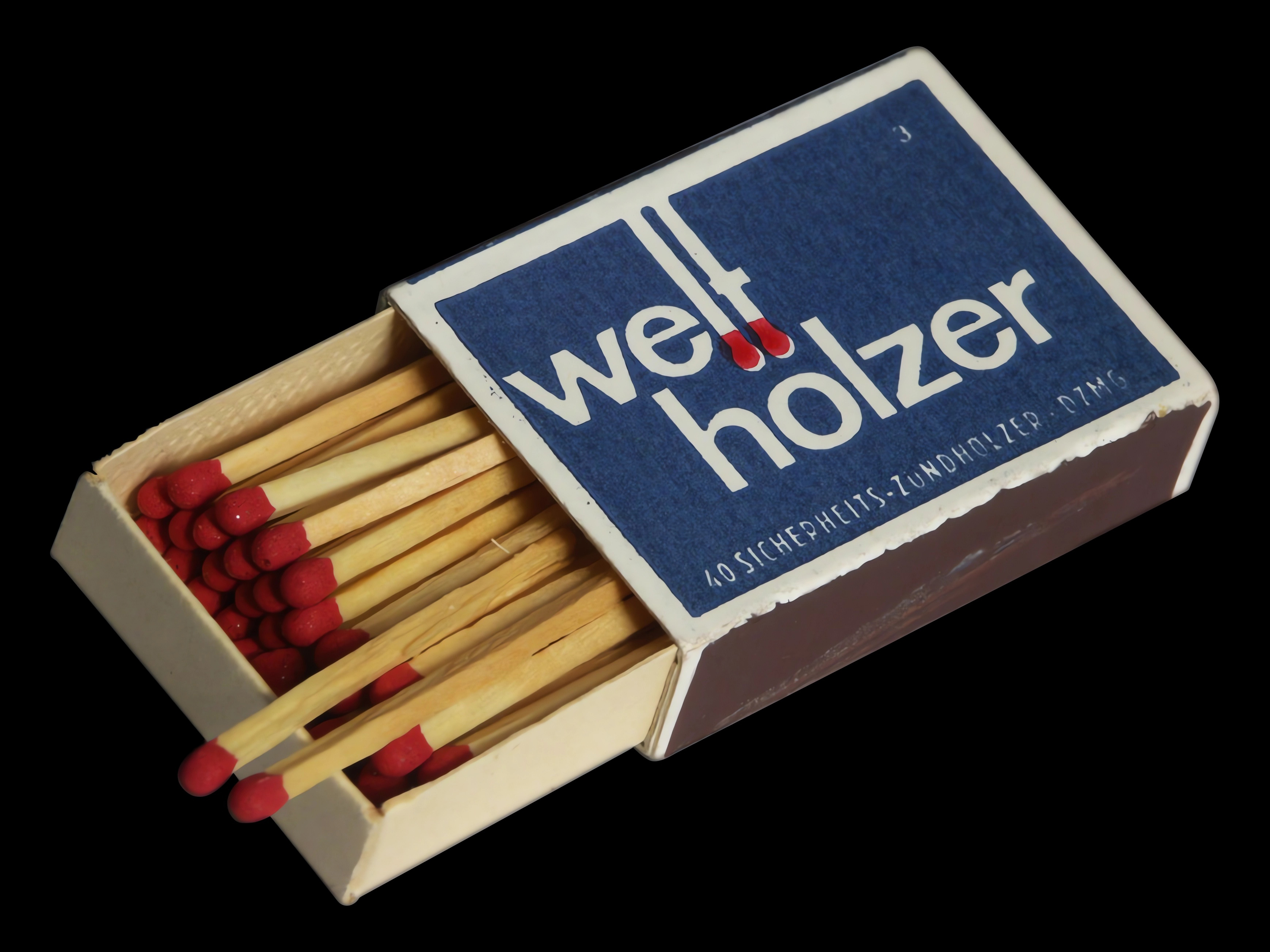
1929: Monopol für Zündhölzer

- 1929: In einem Abkommen zwischen dem Unternehmer Ivar Kreuger (Svenska Tändsticks Aktiebolaget) und der Weimarer Republik wird das 53 Jahre dauernde Zündwarenmonopol begründet.
- 1934: Mit dem Bestreben nach wirtschaftlicher Autarkie wird in Berlin die Braunkohle-Benzin AG (BRABAG) gegründet.
- 1936: Der erste Generator des errichteten Hoover Dam liefert in den Vereinigten Staaten die erste Energie in das Stromnetz.
- 1965: In Frankreich wird der Code Postal eingeführt. Die Postleitzahl besteht anfangs aus der Nummer des Départements und den ersten drei groß geschriebenen Buchstaben des Ortsnamens.
- 2000: Der Euro erreicht mit einem Wert von 0,8225 US-Dollar sein bisheriges Allzeittief gegenüber dem US-Dollar.
- 2012: Microsoft veröffentlicht das Betriebssystem Windows 8.

### Wissenschaft und Technik
- 1825: In den USA wird der Eriekanal zwischen dem Eriesee und dem Hudson River eröffnet.
- 1850: Auf der Suche nach der verschollenen Franklin-Expedition gelangt der britische Forscher Robert John Le Mesurier McClure mit der Investigator von Osten her in den Viscount-Melville-Sund. Obwohl er sein Schiff aufgeben und einen Teil der Strecke zu Fuß zurücklegen muss, gilt er als Entdecker der Nordwestpassage. Diese bleibt wegen regelmäßiger Vereisung allerdings bis ins 20. Jahrhundert unschiffbar.
- 1861: Johann Philipp Reis stellt ein Fernsprechgerät im Physikalischen Verein zu Frankfurt am Main als Vorläufer des modernen Telefons vor.
- 1909: Die französische Pilotin Marie Marvingt fährt als erste Frau einen Ballon über die Nordsee von Frankreich nach England.
- 1922: Roland Pièce vom Flugplatzsender Lausanne überträgt ein Musikprogramm drahtlos, was heute als erste Radiosendung der Schweiz gilt.

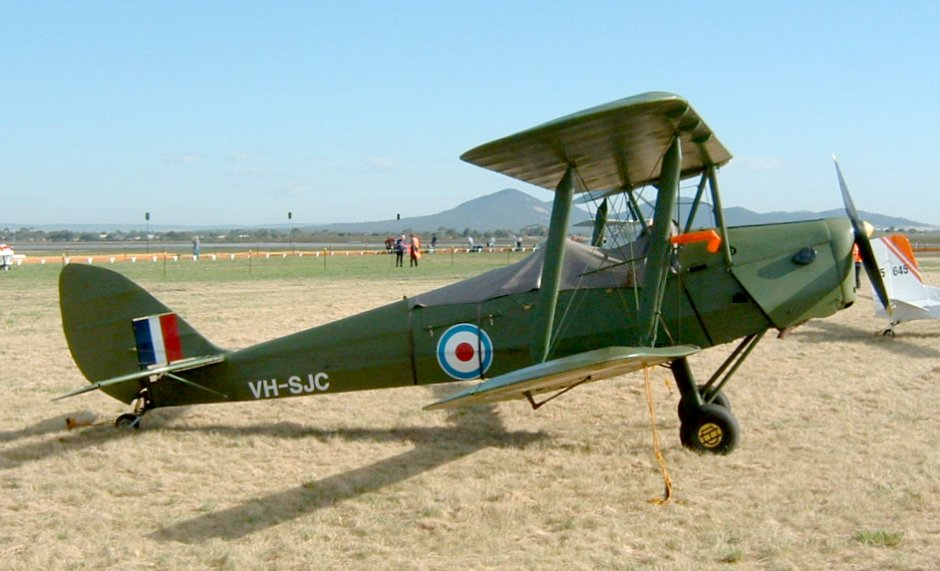
1931: Eine De Havilland DH.82A Tiger Moth

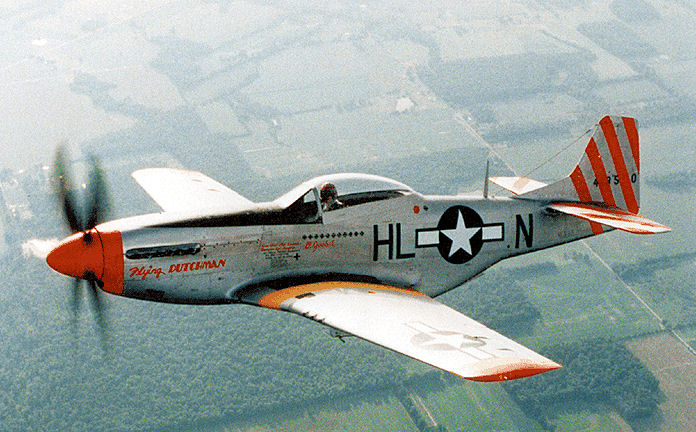
1940: North American P-51 Mustang

- 1931: Der britische Doppeldecker De Havilland DH.82 Tiger Moth Tiger Moth („Bärenspinner“) absolviert seinen Erstflug.
- 1940: Das US-amerikanische Jagdflugzeug North American P-51 „Mustang“ bewältigt erfolgreich seinen Jungfernflug.
- 1958: Die Fluggesellschaft PanAm nimmt den Linienbetrieb mit Düsenflugzeugen über den Atlantik auf.

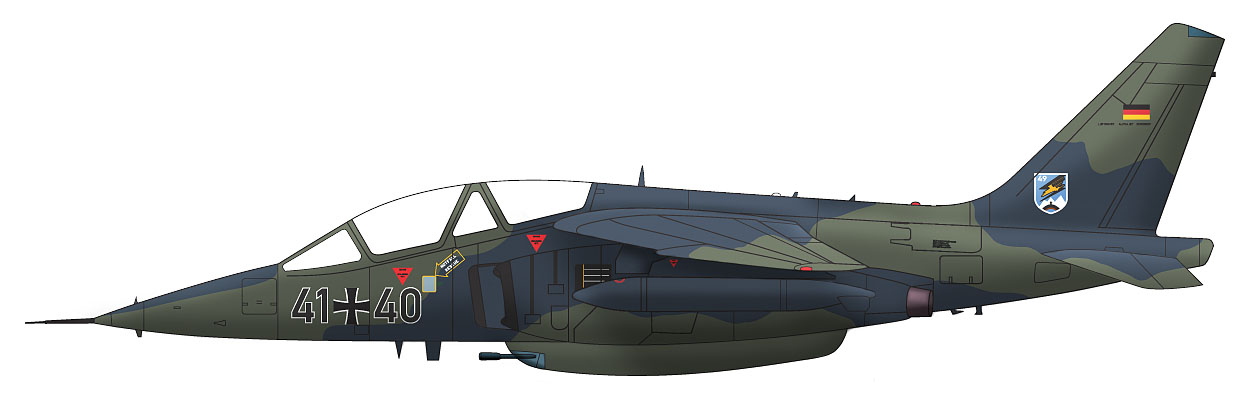
1973: Alpha Jet

- 1973: Das deutsch-französische Militärflugzeug Alpha Jet bewältigt seinen Erstflug erfolgreich.
- 1977: Letzter regulärer Einsatz einer Dampflok der Deutschen Bundesbahn
- 1984: An der Loma Linda Universität in Kalifornien wird einem Säugling ein Pavianherz eingepflanzt, da kein menschliches Organ zur Verfügung steht. Das Kind stirbt drei Wochen später.
- 1996: Das Heinz Nixdorf MuseumsForum, das größte Computermuseum der Welt (Stand 2015), wird in Paderborn eröffnet.
- 2006: In Österreich wird mit der Umstellung von analogen auf digitale Fernsehsignale DVB-T begonnen.
- 2006: Das Projekt STEREO der US-Raumfahrtbehörde NASA wird gestartet.

### Kultur
- 1701: Am Theater am Gänsemarkt in Hamburg erfolgt die Uraufführung der Oper Die wunderschöne Psyche von Reinhard Keiser.
- 1796: An der Opéra-Comique in Paris findet die Uraufführung der Oper Christophe et Jérôme ou La Femme hospitalière von Henri Montan Berton statt.
- 1811: Am Teatro dal Corso in Bologna erfolgt die Uraufführung der Oper L’equivoco stravagante (Durch List zum Ziel) von Gioacchino Rossini.
- 1899: Anton Tschechows Drama Onkel Wanja wird im Moskauer Künstlertheater uraufgeführt. Konstantin Sergejewitsch Stanislawski führt Regie und spielt selbst den Astrow nach den Anweisungen Tschechows. Olga Knipper, Tschechows spätere Frau, spielt die Jélena.
- 1899: Am Wiener Carltheater wird die Operette Wiener Blut von Johann Strauss (Sohn) mit dem Libretto von Victor Léon und Leo Stein uraufgeführt. Die Uraufführung wird zu einem Fiasko.
- 1907: Die Oper Die rote Gred von Julius Bittner wird an der Hofoper in Wien uraufgeführt.
- 1931: Die Dramen-Trilogie Trauer muss Elektra tragen von Eugene O’Neill wird im Guild Hall Theatre in New York City uraufgeführt.
- 1958: Bei einem Konzert von Bill Haley kommt es in West-Berlin zu Krawallen: Die Stühle und Fenster werden zerbrochen und die Polizei räumt die Halle gewaltsam.
- 1965: Die Beatles werden von Königin Elisabeth II. im Londoner Buckingham Palace mit dem Orden Member of the British Empire ausgezeichnet. John Lennon gibt seinen Orden ein paar Jahre später aus Protest gegen die Beteiligung Großbritanniens am Biafra-Krieg wieder zurück.
- 1984: Amadeus von Miloš Forman, die Verfilmung des in London und am Broadway gefeierten Bühnenstücks von Sir Peter Shaffer, kommt in Deutschland in die Kinos. Bei der Oscar-Verleihung 1985 erhält der Film acht Auszeichnungen.
- 1984: In den USA kommt der Science-Fiction-Film Terminator von James Cameron in die Kinos. Der mit verhältnismäßig bescheidenem Budget gedrehte B-Movie mit Arnold Schwarzenegger und Linda Hamilton in den Hauptrollen entwickelt sich zu einem Kultfilm.

### Gesellschaft
- 1440: Gilles de Rais, Marschall von Frankreich und einer der berüchtigtsten Serienmörder der Kriminalgeschichte, wird hingerichtet.

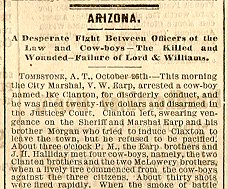
1881: Zeitungsbericht über die Schießerei am O. K. Corral

- 1881: Beim O. K. Corral in Tombstone kommt es zur berühmtesten Schießerei in der Geschichte des Wilden Westens zwischen Virgil, Morgan und Wyatt Earp sowie Doc Holliday auf der einen Seite und der Clanton/McLaury-Familie auf der anderen Seite.
- 2004: Der Schwerverbrecher Christian Bogner flüchtet spektakulär aus der Justizvollzugsanstalt Lübeck und tötet vermutlich noch am gleichen Tag den Landschaftsgärtner Engelbert Danielsen.

### Religion
- 1698: Eine Auswirkung des Friedens von Rijswijk ist die Einführung des Simultaneums, das Recht, wonach im selben Staat der evangelische und der katholische Glaube frei ausgeübt werden kann.

### Katastrophen
- 1859: Der britische Klipper Royal Charter gerät vor Anglesey in einen schweren Sturm. Das Schiff wird gegen die Felsen geschleudert, bricht auseinander und sinkt. 449 Personen sterben, darunter alle Frauen und Kinder an Bord. Der Untergang der Royal Charter ist bis heute das schwerste Schiffsunglück an der Küste von Wales.
- 2011: Auf Grund von Hochwasser im Fluss Densu in Ghana wurden Teile der Hauptstadt Accra überschwemmt. Dabei wurden 17.000 Menschen obdachlos und 17 Menschen kamen ums Leben.

Kleinere Unglücksfälle sind in den Unterartikeln von Katastrophe und in der Liste von Katastrophen aufgeführt.

### Natur und Umwelt

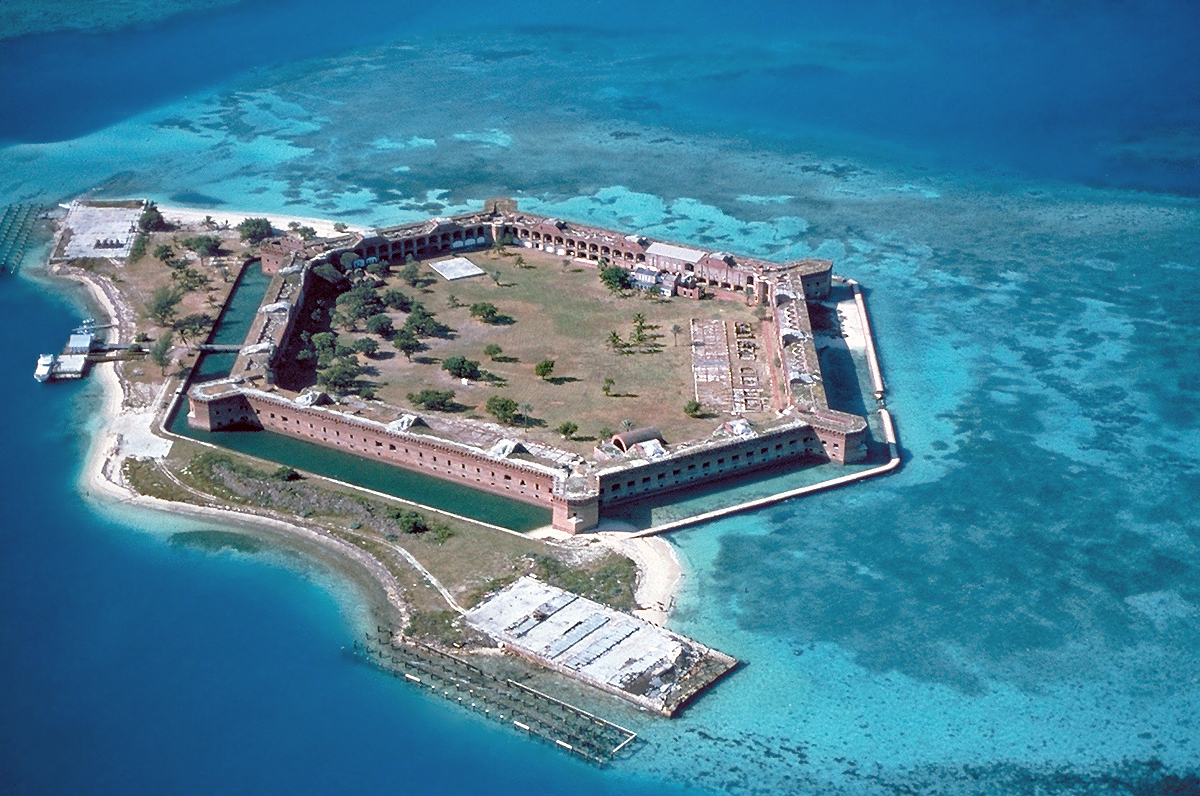
Fort Jefferson im Dry-Tortugas-Nationalpark

- 1935: Im Golf von Mexiko, westlich von Key West in Florida, wird der Dry-Tortugas-Nationalpark ausgewiesen.

### Sport
- 1863: In London wird die Football Association gegründet. Damit werden in der Folge die Regeln für Fußball standardisiert.
- 1997: Der Kanadier Jacques Villeneuve wird mit seinem Williams-Renault-Rennwagen Weltmeister in der Formel 1. Im letzten Rennen der Saison genügt ihm dazu auf dem spanischen Circuito de Jerez ein dritter Platz.

Einträge von Leichtathletik-Weltrekorden befinden sich unter der jeweiligen Disziplin unter Leichtathletik.

## Geboren

### Vor dem 17. Jahrhundert
- 0968: Kazan, 65. Tennō von Japan
- 1427: Siegmund, österreichischer Erzherzog, Regent von Tirol und Vorderösterreich
- 1431: Ercole I. d’Este, Herzog von Ferrara, Modena und Reggio
- 1473: Friedrich von Sachsen, Hochmeister des Deutschen Ordens
- 1476: Yi Gi, koreanischer Politiker und Philosoph
- 1491: Zhengde, chinesischer Kaiser
- 1507: Alvise Mocenigo I., 85. Doge von Venedig
- 1512: Bartholomäus VI. Welser, Augsburger Patrizier
- 1529: Anna, Prinzessin von Hessen und Pfalzgräfin von Zweibrücken
- 1556: Ahmad Bābā, islamischer Rechtsgelehrter
- 1592: Wilhelm Leyser I., deutscher Theologe

### 17. und 18. Jahrhundert
- 1611: Antonio Coello, spanischer Schriftsteller
- 1615: Jean Nocret, französischer Maler und Porträtist
- 1626: Ferdinand von Fürstenberg, Fürstbischof von Münster und Paderborn
- 1631: Catherine de Parthenay, französische Mathematikerin
- 1635: Michael Kasimir Radziwiłł, litauischer Heerführer und Reichsfürst des Heiligen Römischen Reiches
- 1644: Mattias Steuchius, schwedischer lutherischer Theologe und Erzbischof von Uppsala
- 1645: Aert de Gelder, niederländischer Maler
- 1673: Dimitrie Cantemir, Woiwode der Moldau, Historiker, Musiktheoretiker, Geograph und Universalwissenschaftler, Humanist und Enzyklopädist
- 1684: Kurt Christoph Graf von Schwerin, preußischer Feldmarschall
- 1685: Domenico Scarlatti, italienischer Komponist
- 1688: Augustin Friedrich Walther, deutscher Arzt, Anatom und Botaniker
- 1694: Johan Helmich Roman, schwedischer Komponist
- 1697: John Peter Zenger, deutsch-amerikanischer Publizist und Verleger

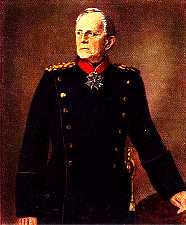
Helmuth Karl Bernhard Graf von Moltke (* 1800)

- 1704: Johannes Oosterdijk Schacht, niederländischer Mediziner
- 1714: Johann Friedrich Karl von Alvensleben, britisch-hannoverscher Minister
- 1714: Maria Viktoria Pauline von Arenberg, Markgräfin von Baden
- 1725: Jean-Pierre de Beaulieu, österreichischer General
- 1732: Francesco Sozzi, sizilianischer Maler
- 1737: Pierre-Joseph Boch, deutscher Gesellschafter und Unternehmer
- 1739: Matthias Jorissen, deutscher Pfarrer und Kirchenliederdichter
- 1744: Johann Georg Wagner, deutscher Landschaftsmaler und Radierer
- 1756: Dmitri Dochturow, russischer General der napoleonischen Kriege
- 1757: Charles Pinckney, US-amerikanischer Politiker
- 1757: Carl Leonhard Reinhold, österreichischer Aufklärer
- 1757: Asher Robbins, US-amerikanischer Politiker
- 1759: Georges Danton, französischer Revolutionsführer
- 1762: Amos Stoddard, US-amerikanischer Politiker
- 1765: Jakub Jan Ryba, tschechischer Komponist, Lehrer und Kantor
- 1765: Jan Šimon Václav Thám, tschechischer Dichter, Schriftsteller und Schauspieler
- 1766: Konrad Heinrich Wolf, deutscher Geistlicher
- 1767: Maximilian von Paumgartten, österreichischer Feldmarschallleutnant
- 1768ː Sophie Sander, deutsche Salonnière
- 1768: Karl Friedrich Franciscus von Steinmetz, deutscher Generalleutnant und Kartograf
- 1769: Friedrich Reinhard Ricklefs, deutscher Altphilologe und Gymnasialdirektor
- 1775: Hans Moritz Hauke, deutscher Berufssoldat in Napoleons Armee, dann in der russischen Armee
- 1778: Charles Grant, Baron Glenelg, britischer Politiker
- 1788: Thomas R. Ross, US-amerikanischer Politiker
- 1797: Giuditta Pasta, italienische Opernsängerin
- 1800: Helmuth Karl Bernhard Graf von Moltke, preußischer Generalfeldmarschall

### 19. Jahrhundert

#### 1801–1850
- 1802: Michael I., portugiesischer König
- 1809: Franz Wilhelm Junghuhn, deutscher Naturforscher
- 1810ː Emilie Bieber, deutsche Berufsfotografin
- 1810: Carl Ludwig Adolf Gamradt, preußischer Landrat, Mitglied der Frankfurter Nationalversammlung und des Preußischen Abgeordnetenhauses
- 1814: José Rafael Carrera Turcios, Präsident von Guatemala
- 1819: Emma Wanda von Arbter, österreichische Schriftstellerin
- 1819: Johannes Dielmann, deutscher Bildhauer
- 1823: Karl Weinhold, deutscher Germanist
- 1827: Karl Böhm von Böhmersheim, österreichischer Mediziner
- 1830: Polibio Fumagalli, italienischer Organist, Komponist und Musikpädagoge
- 1836: Nathaniel Meyer von Rothschild, österreichischer Kunstsammler, Bauherr, Blumenzüchter und Mäzen
- 1837: Carl Koldewey, deutscher Polarforscher
- 1839: Wilhelm Haas, deutscher Politiker und Sozialreformer
- 1841: Theodor Oppolzer, österreichischer Astronom
- 1842: Julius Jacob der Jüngere, deutscher Maler
- 1842: Wassili Wereschtschagin, russischer Maler
- 1847: Haydn Keeton, britischer Organist, Musikpädagoge und Komponist
- 1849: Heinrich Bulthaupt, deutscher Autor
- 1849: Ferdinand Georg Frobenius, deutscher Mathematiker

#### 1851–1900
- 1852: Joseph Hollman, niederländischer Cellist und Komponist
- 1853: Paul Homeyer, deutscher Organist
- 1858: Arthur Sifton, kanadischer Politiker und Richter
- 1859: Arthur Friedheim, russisch-deutscher Pianist und Komponist
- 1859: Elizabeth Nourse, US-amerikanische Malerin
- 1862: Hilma af Klint, schwedische Malerin
- 1862: Georg Wentzel, deutscher Altphilologe
- 1864: José Gregorio Hernández, venezolanischer Mediziner
- 1869: August Halm, deutscher Komponist, Musikschriftsteller und Musikpädagoge
- 1872: Harold Fraser, US-amerikanischer Golfspieler
- 1874: Abby Aldrich Rockefeller, US-amerikanische Mäzenin und Mitbegründerin des Museum of Modern Art
- 1874: Martin Lowry, britischer Chemiker
- 1875: H. B. Warner, US-amerikanischer Schauspieler
- 1876: Carl Kessler, deutscher Maler
- 1880: Andrei Bely, russischer Dichter und Theoretiker
- 1880: Dmitri Karbyschew, russischer sowjetischer General
- 1881: Paul Röntgen, deutscher Metallurge und Rektor
- 1882: Georg Hellmuth Neuendorff, deutscher Schriftsteller und Reformpädagoge
- 1883: Napoleon Hill, US-amerikanischer Schriftsteller
- 1883: Paul Pilgrim, US-amerikanischer Leichtathlet, Olympiasieger
- 1884: Paul Heidemann, deutscher Schauspieler, Filmregisseur und Filmproduzent
- 1886: Hanns Braun, deutscher Leichtathlet, Olympiamedaillengewinner
- 1886: Isidore Fattal, syrischer Erzbischof
- 1888: Toni Kleefisch, deutscher Architekt
- 1889: Franz Bernthaler, österreichischer Lehrer und Widerstandskämpfer gegen den Nationalsozialismus
- 1891: Edith Jacobsohn, deutsche Übersetzerin und Verlegerin
- 1891: Roy Knapp, US-amerikanischer Perkussionist und Musikpädagoge
- 1893: Andreas Predöhl, deutscher Ökonom
- 1895: Josef-Ernst Fürst Fugger von Glött, deutscher Politiker, MdB, MdL
- 1895: Robert Kautsky, österreichischer Theatermaler, Bühnen- und Kostümbildner
- 1896: Antoine Abed, libanesischer Erzbischof
- 1896: Kathi Hock, deutsche Bildhauerin
- 1897: James Leonard Brierley Smith, südafrikanischer Zoologe
- 1897: Tiana Lemnitz, deutsche Opernsängerin
- 1897: Henry Vahl, deutscher Schauspieler
- 1899: Lucien Brouha, belgischer Ruderer und Sportphysiologe
- 1899ː Lilli Henoch, deutsche Leichtathletin, Opfer des Holocaust
- 1900: Ibrahim Abbud, sudanesischer Staatspräsident
- 1900: Karin Boye, schwedische Schriftstellerin

### 20. Jahrhundert

#### 1901–1925
- 1901: Herman Auerbach, polnischer Mathematiker
- 1902: Vera Guilaroff, kanadische Pianistin und Komponistin
- 1902: Henrietta Hill Swope, amerikanische Astronomin
- 1902: Beryl Markham, britische Flugpionierin
- 1904: Virgilio Felice Levratto, italienischer Fußballspieler und -trainer
- 1906: Primo Carnera, italienischer Boxer Weltmeister im Schwergewicht
- 1907: Johan Dankmeijer, niederländischer Anatom
- 1910: Eva Hoffmann-Aleith, deutsche Pastorin und Schriftstellerin
- 1911: Mogens Brems, dänischer Schauspieler
- 1911: Sid Gillman, US-amerikanischer American-Football-Spieler und -Trainer
- 1911: Mahalia Jackson, US-amerikanische Gospel-Sängerin
- 1912: Hellmut Arnold, deutscher Geologe und Paläontologe
- 1912: Karl Etti, österreichischer Chorleiter, Dirigent und Komponist
- 1912: Don Siegel, US-amerikanischer Filmregisseur
- 1912: Stojko Stojkow, bulgarischer Linguist
- 1913: Charlie Barnet, US-amerikanischer Jazz-Saxophonist
- 1913: Hans Jönsson, deutscher Film-, Fernseh- und Hörspielkomponist
- 1913: Margret Knoop-Schellbach, deutsche Malerin
- 1913: Oda Sakunosuke, japanischer Schriftsteller
- 1913: Netty Simons, US-amerikanische Komponistin
- 1914: Raymond Arveiller, französischer Romanist und Lexikologe
- 1914: Jackie Coogan, US-amerikanischer Schauspieler
- 1914: Otto Matzerath, deutscher Dirigent
- 1915: Gioacchino Attaguile, italienischer Politiker
- 1915: Raymond Crawford, US-amerikanischer Autorennfahrer
- 1915: Joe Fry, britischer Autorennfahrer
- 1915: Paul Ohnsorge, deutscher Künstler

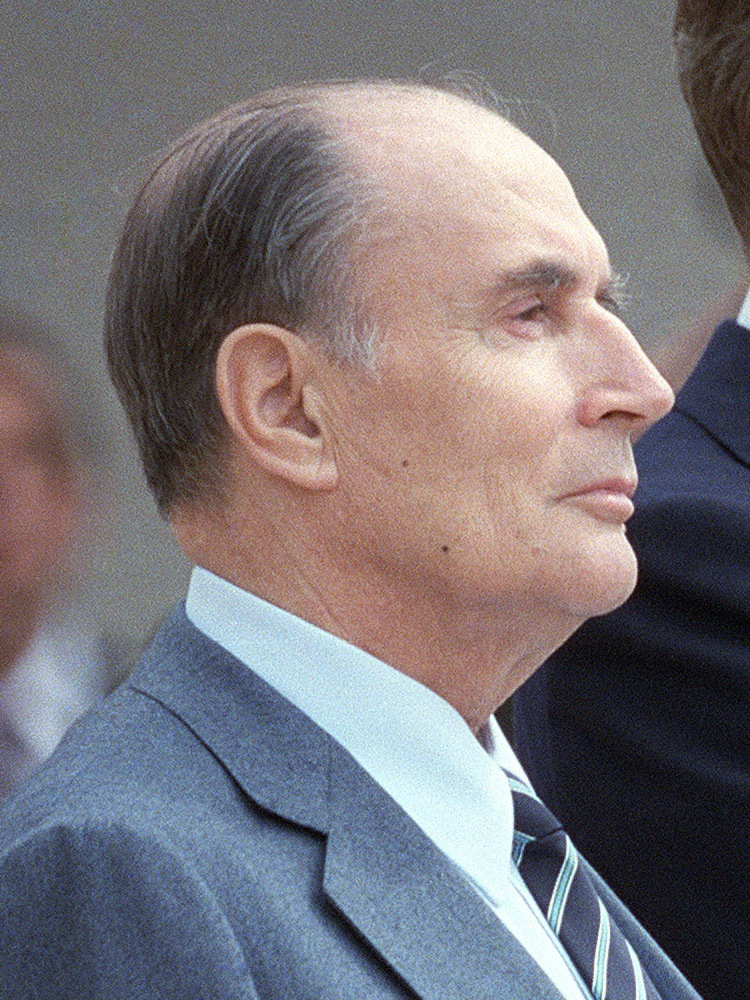
François Mitterrand (* 1916)

- 1916: François Mitterrand, französischer Staatspräsident
- 1918: Marc Hodler, Schweizer IOK-Mitglied und Präsident der FIS
- 1919: John A. Gronouski, US-amerikanischer Politiker
- 1919: Mohammad Reza Pahlavi, letzter Schah im Iran
- 1920: Howhannes Barseghjan, armenischer Linguist
- 1921: Roel D’Haese, belgischer Bildhauer und Grafiker
- 1924: John Campbell Arbuthnott, britischer Peer, Geschäftsmann und Mitglied des House of Lords
- 1925: Lars Chemnitz, grönländischer Politiker (Atassut) und Lehrer
- 1925: Alick Walker, britischer Paläontologe

#### 1926–1950
- 1926: George Crum, kanadischer Dirigent und Pianist
- 1926: Bernhard Klodt, deutscher Fußballspieler
- 1926: Wolfgang Röder, deutscher Sänger, Humorist und Entertainer
- 1927: Janet Moreau, US-amerikanische Leichtathletin
- 1928: Peter Appleyard, kanadischer Jazzmusiker
- 1928: Albert Brewer, US-amerikanischer Politiker
- 1928: Jean-Claude Vidilles, französischer Autorennfahrer
- 1930: John Arden, britischer Schriftsteller und Dramatiker
- 1930: William Burgess, kanadischer Segler
- 1930: Erich Kronauer, deutscher Manager und Stifter
- 1930: Ona Narbutienė, litauische Musikwissenschaftlerin
- 1930: Les Richter, US-amerikanischer American-Football-Spieler und Motorsportfunktionär
- 1931: Hermann von Loewenich, deutscher Bischof
- 1931: Igor Fjodorowitsch Maslennikow, sowjetisch-russischer Filmregisseur, Drehbuchautor und Filmproduzent
- 1932: Gerhard Konzelmann, deutscher Journalist
- 1932: Lore Maria Peschel-Gutzeit, deutsche Juristin und Politikerin (SPD)
- 1934: Karl-Heinz Bleiel, deutscher Brigadegeneral der Bundeswehr und Militärgeograph
- 1934: Jacques Loussier, französischer Pianist und Komponist
- 1934: Peter Marginter, österreichischer Autor, Essayist und Übersetzer
- 1934: Ulrich Plenzdorf, deutscher Schriftsteller, Drehbuchautor und Dramaturg
- 1934: Karl Senne, deutscher Fernsehmoderator
- 1935: Heiko R. Blum, deutscher Filmkritiker und Autor
- 1935: Gloria Conyers Hewitt, US-amerikanische Mathematikerin
- 1935: Julio de Windt, dominikanischer Geiger, Dirigent und Musikpädagoge
- 1936: Hans Hubert Anton, deutscher Historiker
- 1936: Al Casey, US-amerikanischer Gitarrist
- 1936: Christiane Herzog, deutsche First Lady
- 1937: Reinhold Kellenbenz, deutscher Fußballspieler
- 1937: Thomas Küttler, deutscher Theologe
- 1937: William Lubtchansky, französischer Kameramann
- 1938: Wolfgang Behrendt, deutscher Politiker, MdL, MdB
- 1938: Ernest Fernando, sri-lankischer Ringer
- 1938: Wilfried Scharnagl, deutscher Journalist und Politiker
- 1939: Karl Stix, österreichischer Politiker, Landeshauptmann von Burgenland
- 1940: Domna Adamopoulou, griechische Schauspielerin
- 1940: Eddie Henderson, US-amerikanischer Trompeter
- 1940: Tilo Prückner, deutscher Schauspieler
- 1941: Holger Meins, deutscher Terrorist (RAF)
- 1941: Peter Przygodda, deutscher Filmeditor

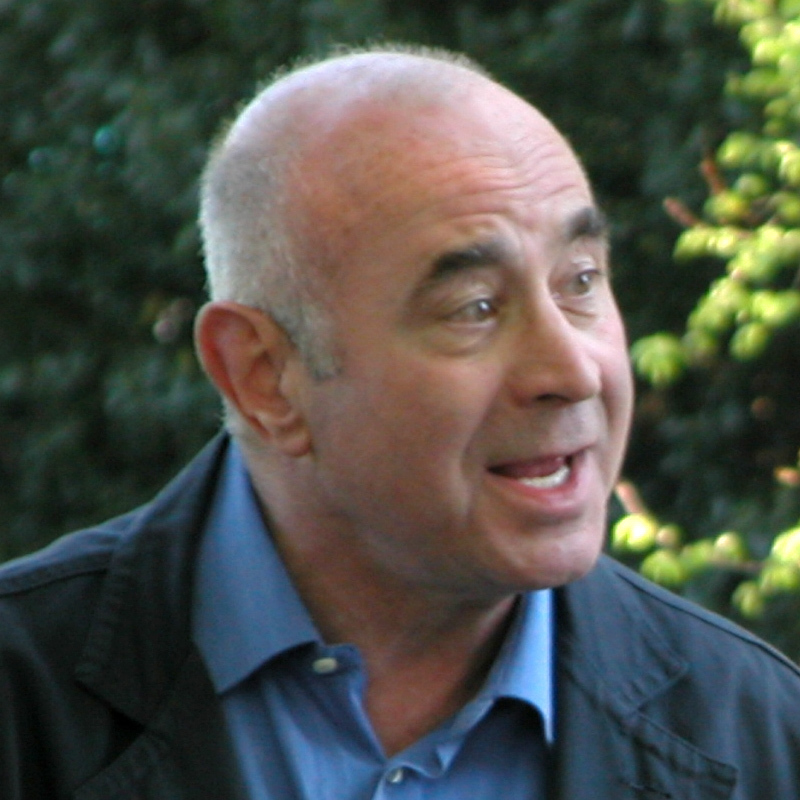
Bob Hoskins (* 1942)

- 1942: Bob Hoskins, britischer Schauspieler
- 1942: Jonathan Williams, britischer Autorennfahrer
- 1942: Milton Nascimento, brasilianischer Musiker
- 1943: João Casimiro Namorado de Aguiar, portugiesischer Schriftsteller
- 1943: Toni Gruber, deutscher Motorradrennfahrer
- 1944: Kenneth Lee Ascher, US-amerikanischer Pianist und Keyboarder
- 1944: Martin Jellinghaus, deutscher Leichtathlet, Olympiamedaillengewinner
- 1944: Leta Semadeni, Schweizer Schriftstellerin
- 1944: Angelika Waller, deutsche Schauspielerin
- 1945: Jacob Angadiath, indischer Bischof
- 1946: Maureen Anderman, US-amerikanische Schauspielerin
- 1947: Ian Ashley, britischer Autorennfahrer
- 1947: Hillary Clinton, US-amerikanische Juristin und Politikerin
- 1947: Christian Ude, deutscher Kommunalpolitiker, Oberbürgermeister von München
- 1948: John Morrison, britischer Autorennfahrer
- 1949: Friedhelm Repnik, deutscher Politiker, Sozialminister von Baden-Württemberg
- 1949: Brodie Greer, US-amerikanischer Schauspieler
- 1949: Rafael Pérez Botija, spanischer Komponist und Arrangeur
- 1950: Jens Asendorpf, deutscher Psychologe
- 1950: Anne Bärenz, deutsche Sängerin und Pianistin
- 1950: Nico Braun, luxemburgischer Fußballspieler
- 1950: Pavel Trávníček, tschechischer Schauspieler und Synchronsprecher

#### 1951–1975

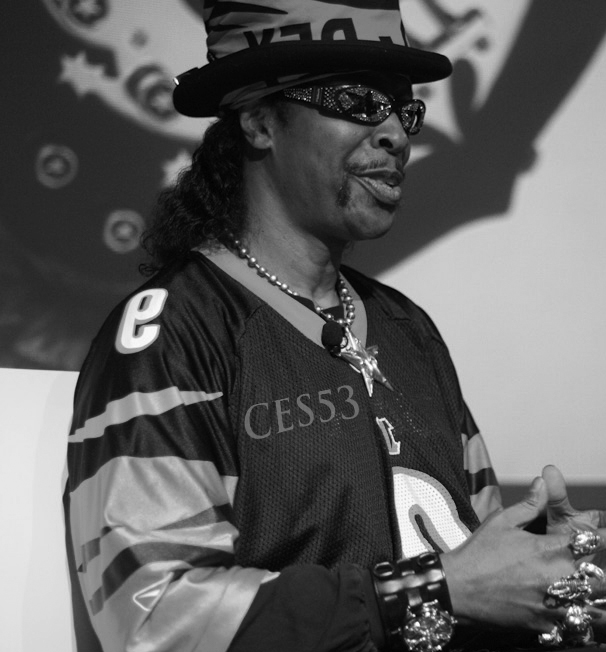
Bootsy Collins (* 1951)

- 1951: Bootsy Collins, US-amerikanischer Bassist
- 1952: Andrew Motion, britischer Dichter, Romancier und Biograf
- 1952: William Wright, australischer römisch-katholischer Bischof
- 1953: Roger Allam, britischer Schauspieler
- 1954: Stephen L. Carter, US-amerikanischer Schriftsteller
- 1954: Christoph Nix, deutscher Rechtswissenschaftler und Theaterintendant
- 1954: Godi Schmutz, Schweizer Radrennfahrer
- 1955: Wolfgang Gansert, deutscher Radsportler
- 1957: Thomas Daniel Schlee, österreichischer Organist, Komponist und Intendant
- 1957: Peter Wuffli, Schweizer Manager
- 1958: Steffen Höhne, deutscher Kulturwissenschaftler, Germanist, Politikwissenschaftler, Historiker und Hochschullehrer
- 1958: Walter Junghans, deutscher Fußballspieler
- 1958: Pascale Ogier, französische Schauspielerin
- 1958: Shaun Woodward, britischer Politiker
- 1959: François Chau, kambodschanisch-US-amerikanischer Schauspieler
- 1959: Marilyn Jess, französische Pornodarstellerin
- 1959: Dana Kimmell, US-amerikanische Schauspielerin
- 1962: Davo Karničar, slowenischer Extremskifahrer
- 1962: Christian Minkowitsch, österreichischer Komponist
- 1963: Theresia Kiesl, österreichische Leichtathletin
- 1963: Natalie Merchant, US-amerikanische Sängerin und Songschreiberin
- 1964: Georg Mascolo, deutsch-italienischer Journalist
- 1964: Irving São Paulo, brasilianischer Schauspieler
- 1964: Sven Väth, deutscher DJ
- 1965: Joachim Paul Assböck, deutscher Film- und Theaterschauspieler
- 1965: Stephen Rosenbaum, US-amerikanischer Visual Effects Artist
- 1965: Kelly Rowan, kanadische Schauspielerin
- 1966: Lambert Ringlage, deutscher Komponist und Musiker
- 1966: Steve Valentine, schottischer Schauspieler
- 1966: David Peter Winnie, schottischer Fußballspieler und -trainer

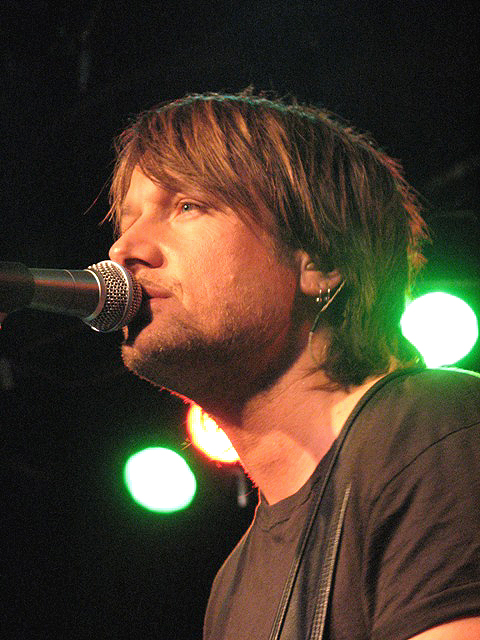
Keith Urban (* 1967)

- 1967: Keith Urban, neuseeländisch-australischer Sänger, Songschreiber und Gitarrist
- 1968: Robert Jarni, jugoslawisch-kroatischer Fußballspieler und -trainer
- 1969: Robert Maillet, kanadischer Wrestler und Schauspieler
- 1969: Tetsushi Suwa, japanischer Schriftsteller
- 1969: Sarina Wiegman, niederländische Fußballspielerin und Trainerin
- 1970: Carlos Arecio Amarilla Demarqui, paraguayischer Fußballschiedsrichter
- 1970: Josefine Grosse, deutsche Handballspielerin
- 1970: Lisa Ryder, kanadische Schauspielerin
- 1972: Daniel Elena, monegassischer Rallyebeifahrer
- 1972: Rasmus Larsen, grönländischer Handballspieler
- 1973: Seth MacFarlane, US-amerikanischer Schauspieler, Synchronsprecher und Produzent
- 1974: Philipp Neubauer, deutscher Schauspieler
- 1975: Katja Riipi, finnische Eishockeyspielerin
- 1975: Laurențiu Roșu, rumänischer Fußballspieler und -trainer

#### 1976–2000
- 1976: Jeremy Wotherspoon, kanadischer Eisschnellläufer
- 1976: Filipe de Souza, macauischer Autorennfahrer
- 1976: Florence Kasumba, deutsch-ugandische Schauspielerin
- 1976: T-Seven, deutsche Sängerin und Moderatorin
- 1977: Dominik Burkhardt, deutscher Leichtathlet
- 1978: Phil Brooks, US-amerikanischer Wrestler
- 1978: Tetjana Schynkarenko, ukrainische Handballspielerin
- 1980: Cristian Chivu, rumänischer Fußballspieler
- 1981: Lorenzo Lanzi, italienischer Motorradrennfahrer
- 1981: Mira Mazumdar, deutsche Schauspielerin
- 1981: Martina Schild, Schweizer Skirennfahrerin
- 1982: Nicola Adams, englische Boxerin
- 1982: Vera Bommer, Schweizer Schauspielerin
- 1982: Adam Carroll, britischer Automobilrennfahrer
- 1983: Tanner Hall, US-amerikanischer Freestyle- und Freeride-Skier
- 1983: Houston, US-amerikanischer Sänger
- 1984: Ahn Hyun-suk, südkoreanischer Badmintonspieler

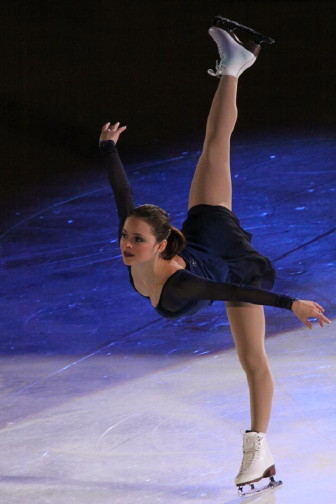
Sasha Cohen (* 1984)

- 1984: Sasha Cohen, US-amerikanische Eiskunstläuferin
- 1984: Jefferson Farfán, peruanischer Fußballspieler
- 1985: Labinot Haliti, albanisch-australischer Fußballspieler
- 1985: Katharina Schwarzmaier, deutsche Schauspielerin und Synchronsprecherin.
- 1986: Uwe Gensheimer, deutscher Handballspieler
- 1986: Erik Jendrišek, slowakischer Fußballspieler
- 1986: Marco Gastón Rubén, argentinischer Fußballspieler
- 1986: Schoolboy Q, US-amerikanischer Rapper
- 1987: Rafał Gikiewicz, polnischer Fußballspieler
- 1987: Melo Imai, japanische Snowboarderin und Tarento
- 1989: Yannick Mettler, Schweizer Rennfahrer
- 1989: Daniel Mullen, australischer Fußballspieler
- 1990: Felix König, deutscher Handballspieler
- 1990: Pit Schlechter, luxemburgischer Radrennfahrer
- 1991: Mücahit Atalay, türkischer Fußballtorhüter
- 1991: Evan Gershkovich, US-amerikanischer Reporter
- 1991: Mirco Maestri, italienischer Radrennfahrer
- 1992: Jella Haase, deutsche Schauspielerin
- 1992: Beulah Koale, neuseeländischer Schauspieler
- 1992: Semjon Sutschilow, russischer Biathlet
- 1993: Sergei Karassjow, russischer Basketballspieler
- 1993: David Christopher Roth, österreichisch-deutscher Schauspieler
- 1994: Melati Daeva Oktavianti, indonesische Badmintonspielerin
- 1997: Rhenzy Feliz, US-amerikanischer Schauspieler
- 1998: Dennis Dressel, deutscher Fußballspieler
- 1998: Pia Zerkhold, österreichische Snowboarderin

### 21. Jahrhundert
- 2001: Noah Alibayli, deutscher Schauspieler
- 2002: Emma Schweiger, deutsche Schauspielerin

## Gestorben

### Vor dem 16. Jahrhundert
- 0031: Apicata, Gattin des Prätorianerpräfekten Lucius Aelius Seianus
- 0664: Cedd, angelsächsischer Bischof
- 0686: Eata von Hexham, Bischof
- 0760: Cuthbert, Erzbischof von Canterbury
- 0791: Angilram, Bischof von Metz
- 0899: Alfred der Große, König von England
- 1104: Johannes I., Bischof von Speyer
- 1111: Gómez González, spanischer Adliger, Geliebter der Königin Urraca von León-Kastilien
- 1129: Leopold I., Markgraf der Steiermark
- 1133: Florenz der Schwarze, holländischer Graf und Rebell
- 1206: Henry Marshal, englischer Prälat und Bischof von Exeter
- 1277: Mastino I. della Scala, Herr von Verona
- 1282: Roger Mortimer, 1. Baron Mortimer, cambro-normannischer Adeliger
- 1294: Bogo de Clare, englischer Geistlicher
- 1327: Elizabeth de Burgh, als 2. Ehefrau von Robert I. schottische Königin
- 1403: Francesco II. Gattilusio, Herr von Lesbos
- 1416: Heinrich VII., deutscher Adliger, Graf der Linie Niedersalm
- 1440: Gilles de Rais, französischer Heerführer, Marschall von Frankreich und Serienmörder
- 1465: Isabella von Braganza, portugiesische Adlige
- 1494: Amda Seyon II., Kaiser von Äthiopien

### 16. bis 18. Jahrhundert
- 1503: Hans von Trotha, Marschall des Kurfürsten der Pfalz
- 1524: Philipp II., Graf von Waldeck-Eisenberg
- 1536: Christophorus Rauber, Bischof von Laibach und Administrator des Bistums Seckau
- 1550: Ferdinand, Herzog von Kalabrien
- 1570: Francesco Laparelli, italienischer Ingenieur und Baumeister
- 1576: Friedrich III., Kurfürst von der Pfalz
- 1580: Anna von Österreich, Erzherzogin von Österreich, Königin von Spanien und Portugal
- 1602: Friedrich Rudolf von Fürstenberg-Stühlingen, Graf von Fürstenberg, Landgraf von Stühlingen, Hofkriegsrat, Oberststallmeister und Oberstfeldzeugmeister der kaiserlichen Armee
- 1603: Otto II., Herzog von Braunschweig-Harburg
- 1608: Valentin Forster, deutscher Jurist
- 1608: Philipp Nicolai, deutscher Hofprediger und Liederdichter
- 1608: Gertrud von Plettenberg, Mätresse des Kölner Erzbischofs Ernst von Bayern
- 1608: Juan Pantoja de la Cruz, spanischer Maler
- 1610: Francesco Vanni, italienischer Maler
- 1622: Sebastián de Vivanco, spanischer Komponist
- 1640: Pietro Tacca, italienischer Architekt, Bildhauer und Bronzegießer
- 1650: Fernando de Alva Ixtlilxóchitl, Historiker im frühkolonialen Mexiko
- 1661: Johann Balthasar Schupp, deutscher satirischer Schriftsteller und geistlicher Lyriker
- 1671: John Gell, englischer Politiker und Feldherr
- 1676: Nathaniel Bacon, englischer Tabakpflanzer und Revolutionär in Virginia
- 1693: Coenraad van Beuningen, Regent von Amsterdam
- 1694: Samuel von Pufendorf, deutscher Naturrechtsphilosoph und Historiker
- 1706: Andreas Werckmeister, deutscher Musiker und Musiktheoretiker
- 1717: Catherine Sedley, Countess of Dorchester, Mätresse von Jakob II. von England
- 1721: Georg August, Fürst von Nassau-Idstein
- 1724: Johann Siegmund von Heyden, preußischer General der Kavallerie, Gouverneur von Lippstadt und Drost zu Wetter, Erbherr zu Bruch, Rhade, Lichtenwörde, Oedendael, Cliff und Crudenburg
- 1733: Antonio Veracini, italienischer Violinist und Komponist
- 1735: Philipp Joseph von Toerring-Seefeld, bayerischer Adeliger
- 1749: Louis-Nicolas Clérambault, französischer Komponist und Organist
- 1751: Philip Doddridge, englischer Dissenter sowie Erzieher und Hymnendichter
- 1751: Gion Nankai, japanischer Maler, Dichter und Konfuzianist
- 1756: Johann Theodor Roemhildt, deutscher Komponist
- 1756: Roland-Michel Barrin de La Galissonière, französischer Seeoffizier, Gouverneur von Neufrankreich und Förderer der naturwissenschaftlichen Forschung
- 1763: Johann Moritz Gustav von Manderscheid-Blankenheim, Bischof im Bistum von Wiener Neustadt und im Erzbistum Prag
- 1764: William Hogarth, englischer Maler und Graphiker
- 1765: Ludwig Batthyány, ungarischer Hofkanzler und Palatin
- 1776: Richard Bland, Delegierter für Virginia im Kontinentalkongress
- 1788: Johann Christian Feige der Jüngere, deutscher Bildhauer
- 1789: Sophie Schwarz, deutsch-baltische Schriftstellerin
- 1790: Ferdinand von Meggenhofen, österreichischer Beamter, Mitglied des Illuminatenordens
- 1795: Carl Conti, österreichischer Kupferstecher

### 19. Jahrhundert
- 1806: John Graves Simcoe, britischer Offizier, Vizegouverneur von Oberkanada
- 1815: Johann Joseph Anton Huber, Augsburger Freskomaler und katholischer Direktor der Reichsstädtischen Kunstakademie
- 1817: Yasuaki Aida, japanischer Mathematiker
- 1817: Nikolaus Joseph Freiherr von Jacquin, österreichischer Botaniker und Chemiker
- 1817: Moritz August von Thümmel, deutscher Schriftsteller
- 1818: Gotthard Ludwig Kosegarten, deutscher Theologe, Pastor und Schriftsteller
- 1819: Thomas Johnson, US-amerikanischer Jurist und Politiker, Mitglied des Kontinentalkongresses, Gouverneur von Maryland, Bundesrichter
- 1823: Amalie Christiane, badische Prinzessin
- 1823: Joseph Preindl, österreichischer Organist und Komponist
- 1828: Albrecht Daniel Thaer, deutscher Polywissenschaftler, Begründer der Agrarwissenschaft
- 1832: Stéphanie de Tascher de La Pagerie, französische Prinzessin
- 1834: Joseph-Marie Dessaix, französischer General
- 1836: Ludwig Erdwin Seyler, deutscher Kaufmann, Bankier und Politiker
- 1839: Joseph Franz von Jacquin, österreichischer Botaniker und Chemiker
- 1842: Carl Friedrich Wilhelm Gottlob von Bibra, deutscher Landwirt und Politiker
- 1843: Johann Christian August Heinroth, deutscher Psychiater
- 1852: Johann Erdmann Hummel, deutscher Maler
- 1854: Therese von Sachsen-Hildburghausen, bayerische Königin
- 1856: Christian Wilhelm Schweitzer, deutscher Jurist und Politiker
- 1864: Bloody Bill Anderson, US-amerikanischer Pirat
- 1864: Franz Wilhelm Junghuhn, deutscher Naturforscher
- 1868: Wilhelm Griesinger, deutscher Psychiater und Internist
- 1868: Henricus Christianus Millies, niederländischer lutherischer Theologe und Orientalist
- 1870: Thomas Anderson, schottischer Botaniker
- 1871: Thomas Ewing, US-amerikanischer Politiker, Senator, Finanz- und Innenminister
- 1873: Giuseppe Fratecolla, Schweizer Jurist, Offizier und Politiker
- 1874: Peter Cornelius, deutscher Komponist und Lyriker
- 1877: Michael Arnold, deutscher Bildhauer, Maler und Grafiker
- 1886: Giovanni Antonio Vanoni, Schweizer Maler
- 1887: Victor Delannoy, französischer Komponist und Musikpädagoge
- 1887: Johannes Ronge, deutscher Theologe
- 1890: Carlo Collodi, italienischer Schriftsteller (Pinocchio)
- 1892: Bernhard Windscheid, deutscher Jurist
- 1899: Johann Gotthilf Bärmig, deutscher Orgelbauer

### 20. Jahrhundert

#### 1901–1950
- 1901: Alfred Tysoe, britischer Leichtathlet, Olympiasieger
- 1902: Elizabeth Cady Stanton, US-amerikanische Bürger- und Frauenrechtlerin
- 1908: Enomoto Takeaki, japanischer Admiral
- 1909: Itō Hirobumi, japanischer Premierminister
- 1912: Christian Horne, norwegischer Lehrer und Politiker
- 1915: August Bungert, deutscher Komponist
- 1918: Ella Flagg Young, US-amerikanische Lehrerin und Schulreformerin
- 1919: Motojirō Akashi, japanischer General
- 1920: Johan Storm, norwegischer Sprachforscher
- 1927: Yagi Jūkichi, japanischer Schriftsteller
- 1928: Felix Dörmann, österreichischer Schriftsteller, Librettist und Filmproduzent
- 1929: Swan Hennessy, irisch-amerikanischer Komponist
- 1929: Arno Holz, deutscher Schriftsteller
- 1931: Celestino Piaggio, argentinischer Komponist, Pianist und Dirigent
- 1933: Miguelina Acosta Cárdenas, peruanische Juristin
- 1935: Ákos Buttykay, ungarischer Komponist
- 1936: Rodney Heath, australischer Tennisspieler
- 1937: Avedis Petrus XIV. Arpiarian, armenisch-katholische Patriarch von Kilikien
- 1937: Józef Dowbor-Muśnicki, polnischer General
- 1941: Harry von Arnim, deutscher Offizier
- 1942: Clemens Lugowski, deutscher Germanist
- 1943: Bernhard Ankermann, deutscher Ethnologe und Afrikaforscher
- 1944: Beatrice von Großbritannien und Irland, britische Prinzessin
- 1945: Hans Bernard, österreichischer Bildhauer
- 1945: Emile-Jean-François Thiénard, französischer Geistlicher und römisch-katholischer Bischof von Constantine-Hippone

#### 1951–1975
- 1953: Zdzisław Jachimecki, polnischer Musikwissenschaftler und -pädagoge
- 1954: Friedrich Bayer, österreichischer Komponist, Musikwissenschaftler und Musikkritiker
- 1956: Lucien Gagnier, kanadischer Flötist
- 1956: Walter Gieseking, deutscher Pianist

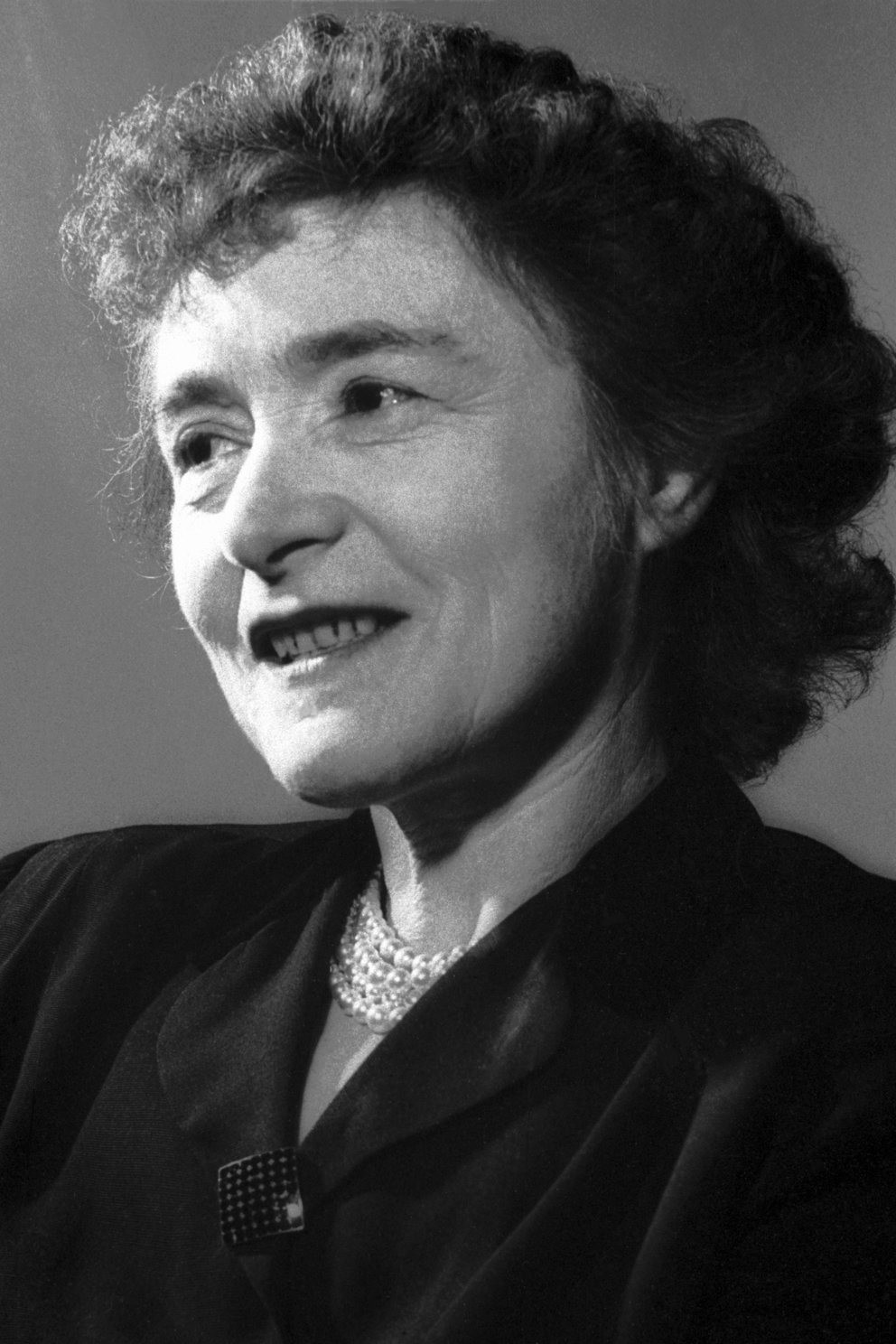
Gerty Cori († 1957)

- 1957: Gerty Cori, tschechisch-US-amerikanische Biochemikerin, Nobelpreisträgerin
- 1957: Nikos Kazantzakis, griechischer Schriftsteller (Alexis Sorbas)
- 1958: Javier Rengifo, chilenischer Komponist
- 1958: Norman Houston, US-amerikanischer Drehbuchautor
- 1961: Jean Mendiondou, französischer Politiker und Widerstandskämpfer
- 1963: Arthur Laurendeau, kanadischer Sänger, Chorleiter und Musikpädagoge
- 1964: Edmund Löns, deutscher Forstmann und Kynologe
- 1964: Agnes Miegel, deutsche Schriftstellerin, Journalistin und Balladendichterin
- 1965: Sylvia Likens, US-amerikanisches Missbrauchsopfer
- 1966: Alma Cogan, britische Sängerin
- 1967: Fita Benkhoff, deutsche Schauspielerin
- 1968: Sergej Natanowitsch Bernstein, russischer Mathematiker
- 1968: Rudolf Grewe, deutscher Chemiker
- 1969: Gustav Seitz, deutscher Bildhauer
- 1971: Yves de la Casinière, französischer Komponist und Musikpädagoge
- 1972: Igor Sikorsky, russisch-US-amerikanischer Luftfahrtpionier
- 1973: Semjon Budjonny, sowjetischer Marschall, dreifacher Held der Sowjetunion
- 1973: Wolfgang Ullrich, deutscher Zoologe, Tierfilmer, Tierbuchautor und Direktor des Dresdner Zoos
- 1974: Werner Golz, deutscher Schachspieler und -journalist

#### 1976–2000
- 1977: Elisabeth Flickenschildt, deutsche Schauspielerin
- 1977: Charles Wheeler, neuseeländisch-australischer Maler
- 1979: Park Chung-hee, südkoreanischer Militär und Staatspräsident
- 1980: Bjørn Fongaard, norwegischer Komponist, Gitarrist und Musikpädagoge
- 1981: Francisco Amicarelli, argentinischer Pianist und Musikpädagoge
- 1981: Charles Glenn Anders, US-amerikanischer Theater- und Filmschauspieler
- 1982: Giovanni Benelli, italienischer Kardinal, vatikanischer Diplomat und Erzbischof von Florenz
- 1983: Mike Michalske, US-amerikanischer American-Football-Spieler
- 1983: Alfred Tarski, polnischer Mathematiker und Logiker
- 1989: Mary Martlew, britisch-schweizerische Schauspielerin
- 1990: Robert Antelme, französischer Schriftsteller
- 1992: Kurt Hepperlin, deutscher Schauspieler und Dokumentarfilmregisseur
- 1993ː Henriette Hardenberg, deutsche expressionistische Dichterin
- 1996: Miquel Asins Arbó, spanischer Komponist, Dirigent und Lehrer
- 1996: Angélica Ortiz, mexikanische Filmproduzentin und Drehbuchautorin
- 1999: Rex Gildo, deutscher Schauspieler und Sänger
- 2000: Muriel Evans, US-amerikanische Schauspielerin

### 21. Jahrhundert
- 2002: Jacques Massu, französischer General
- 2002: Siegfried Unseld, deutscher Verleger
- 2003: Johnny Boyd, US-amerikanischer Autorennfahrer
- 2003: Elem Klimow, russischer Filmregisseur
- 2003: Roberto García Morillo, argentinischer Komponist
- 2003: Heinz Piontek, deutscher Schriftsteller
- 2003: Peter Niklas Wilson, deutscher Jazzbassist und Musikwissenschaftler
- 2004: Robin Kenyatta, US-amerikanischer Saxophonist
- 2005: Józef Patkowski, polnischer Komponist, Musikwissenschaftler und -pädagoge
- 2005: Rong Yiren, chinesischer Kaufmann und Politiker
- 2006: Pontus Hultén, schwedischer Kunsthistoriker, Kunstsammler und Museumsgründer
- 2006: Marcelo Koc, argentinischer Komponist
- 2007: Nicolae Dobrin, rumänischer Fußballspieler
- 2007: José Carlos da Fonseca, brasilianischer Jurist und Politiker
- 2007: Khun Sa, myanmarischer Politiker und Rebellenführer
- 2007: Hans Stern, deutsch-brasilianischer Juwelier
- 2008: Tony Hillerman, US-amerikanischer Autor
- 2009: Daniel Acharuparambil, indischer Erzbischof von Verapoly
- 2011: Max Dünki, Schweizer Politiker
- 2012: Mac Ahlberg, schwedischer Kameramann, Filmregisseur und Drehbuchautor
- 2012: Björn Sieber, österreichischer Skirennläufer
- 2013: Roger Asselberghs, belgischer Jazzmusiker
- 2014: Françoise Bertin, französische Schauspielerin
- 2014: Senzo Meyiwa, südafrikanischer Fußballspieler
- 2015: Leo Kadanoff, US-amerikanischer Physiker
- 2016: Andreas Fulterer, italienischer Sänger
- 2017: Liviu Dănceanu, rumänischer Komponist
- 2019: Abu Bakr al-Baghdadi, irakischer Terrorist
- 2021: Lester Eriksson, schwedischer Schwimmer
- 2021: Bruce Flick, australischer Basketballspieler
- 2021: Roh Tae-woo, südkoreanischer General und Präsident

## Feier- und Gedenktage
- Kirchliche Gedenktage
  - Hl. Frumentius, Bischof und Glaubensbote in Äthiopien (evangelisch)
  - Hl. Sigebald, Bischof (römisch-katholisch)
  - Hl. Amandus von Straßburg, Bischof (römisch-katholisch)
  - Hl. Amandus von Worms, Bischof (römisch-katholisch)
- Namenstage
  - Dmitri (orthodox)
- Staatliche Feier- und Gedenktage
  - Nauru: Angam Day
  - Österreich: Nationalfeiertag (seit 1965)
- Aktionstage
  - Intersex Awareness Day

Weitere Einträge enthält die Liste von Gedenk- und Aktionstagen.